# The Best Damn Thing
The Best Damn Thing is het derde studioalbum van de Canadese zangeres Avril Lavigne. Het album kwam op 13 april 2007 uit in delen van Europa, en op 17 april in de Verenigde Staten en Canada. Er wordt van het album gezegd dat het wat minder zoet is dan voorgaande albums, en een wat stevigere beat heeft. Het is bovendien explicieter en bevat voor het eerst grof taalgebruik. Het behaalt de platina status in de Verenigde Staten en is dubbelplatina wereldwijd volgens de United World Chart. Dit mede door het feit dat het ruim 4.1 miljoen keer over de toonbank is gegaan.

## Achtergrondinformatie
Lavigne beschreef de plaat als "snel, leuk, jong, nest, agressief, verzekerd en eigenwijs op een speelse manier." Het is geproduceerd door Dr. Luke, Lavigne's echtgenoot Deryck Whibley, Butch Walker en Lavigne zelf. Travis Barker heeft ook de drums opgenomen, maar het meeste komt van John Freese.

## Censuur
Op de standaardversie van het album is al het gevloek gecensureerd. Dit is het geval bij Girlfriend, I Can Do Better, Everything Back but You en I Don't Have to Try. In I Can Do Better is het woordje "shit" vervangen door een 'shhuuh!'-geluid, maar de zin You're so full of shit is veranderd naar You're so full of it, en in Everything Back but You zijn de woorden "bitch" en "slut" ("...bitch, slut, psycho babe, I hate you...") vervangen met "hey", net als in Girlfriend. Bovendien is de regel Get ready, motherfucker veranderd in "get ready" in I Don't Have to Try. De term "motherfucking" is gebruikt in de single Girlfriend. Sommige radiobewerkingen hebben dit veranderd in "one and only". Het woordje "bitch" is in Runaway onbewerkt. Alleen de Deluxe en Limited Edition bevatten de onbewerkte, expliciete versies. Deze versie draagt daardoor het 'Parental Advisory', Lavigne's eerste met dit stickertje. Vanwege het woordje "damn" in de titel, worden de singles niet gedraaid op de radiostations gericht op kinderen.

## Tracklist

### Standaardeditie
1. "Girlfriend" (Avril Lavigne, Lukasz Gottwald) – 3:36
2. "I Can Do Better" (Lavigne, Gottwald) – 3:17
3. "Runaway" (Lavigne, Gottwald, Kara DioGuardi) – 3:48
4. "The Best Damn Thing" (Lavigne, Butch Walker) – 3:10
5. "When You're Gone" (Lavigne, Walker) – 4:00
6. "Everything Back but You" (Lavigne, Walker) – 3:03
7. "Hot" (Lavigne, Evan Taubenfeld) – 3:23
8. "Innocence" (Lavigne, Taubenfeld) – 3:53
9. "I Don't Have to Try" (Lavigne, Gottwald) – 3:17
10. "One of Those Girls" (Lavigne, Taubenfeld) – 2:56
11. "Contagious" (Lavigne, Taubenfeld) – 2:10
12. "Keep Holding On" (Lavigne, Gottwald) – 3:59

### Japanse editie bonusnummers
1. "Alone" (Gottwald, Lavigne, Max Martin) – 3:13
2. "Girlfriend" [videoclip] – 3:48

### iTunes-editie
1. "I Will Be" (alleen in voorbestelling) (Gottwald, Lavigne, Max Martin) – 3:59
2. "Avril Lavigne's Make Five Wishes" (aflevering 8-11) – 27:15

### Deluxe Editie/Speciale Editie/Limited Editie
1. "Girlfriend" (Expliciet)
2. "I Can Do Better" (Expliciet)
3. "Runaway"
4. "The Best Damn Thing"
5. "When You're Gone"
6. "Everything Back But You" (Expliciet)
7. "Hot"
8. "Inncocence"
9. "I Don't Have To Try" (Expliciet)
10. "One Of Those Girls"
11. "Contagious"
12. "Keep Holding On"

#### Bonus-dvd
- "The Making of The Best Damn Thing"
- "Photo Gallery"

### Limited edition
1. "Alone"1 – 3:15 (Avril Lavigne, Lukasz Gottwald, Max Martin)
2. "I Will Be" – 3:59 (Avril Lavigne, Lukasz Gottwald, Max Martin)
3. "I Can Do Better" (akoestisch) – 3:41
4. "Girlfriend" (The Submarines' Time Warp '66 mix) (staat op normale Limited Editie) – 3:11
5. "Girlfriend" (Mandarijnse versie) (staat op Zuid-Aziatische Limited Editie) – 3:38
6. "Girlfriend (Dr. Luke Remix)" (met Lil Mama) – 3:25

#### Bonus-dvd
1. "Everything Back But You" (Live at Orange Lounge) – 3:02
2. "Girlfriend" (Live at Orange Lounge) – 3:39
3. "Hot" (Live at Orange Lounge) – 3:22
4. "When You're Gone" (Live at Orange Lounge) – 3:57
5. "Girlfriend" (Music video) – 3:48
6. "When You're Gone" (Music video) – 4:01
7. "Hot" (Music video) – 3:23
8. "Girlfriend (Dr. Luke Remix)" (featuring Lil Mama) (videoclip) – 3:25

- 1 Ook beschikbaar op "Girlfriend single.

### Bonusnummers/B-kanten
1. "Girlfriend" (Spaanse versie) - Spaanse bonustrack
2. "Girlfriend" (Mandarijnse versie)
3. "Girlfriend" (Japanse versie) - "When You're Gone" Japanse single B-kant
4. "Girlfriend" (Franse versie)
5. "Girlfriend" (Duitse versie) - Duits bonusnummer
6. "Girlfriend" (Italiaanse versie)
7. "Girlfriend" (Portugese versie)
8. "Girlfriend" met Lil' Mama (Remix door Dr. Luke) - Staat op Avrils officiële MySpace-pagina
9. "Girlfriend" (instrumentale versie) - "Girlfriend" Japanse single B-kant
10. "I Can Do Better" (Akoestisch)

## Releasedata
| Land                                                                                       | Datum         |
| ------------------------------------------------------------------------------------------ | ------------- |
| Duitsland, Ierland, Italië, België                                                         | 13 april 2007 |
| Australië, Nieuw-Zeeland                                                                   | 14 april 2007 |
| Israël, Zuid-Afrika                                                                        | 15 april 2007 |
| Frankrijk, Hongkong, Maleisië, Filipijnen, Polen, Brazilië, Singapore, Verenigd Koninkrijk | 16 april 2007 |
| Argentinië, Finland, Mexico, Noord-Amerika, Polen, Spanje, Taiwan, Venezuela               | 17 april 2007 |
| Japan, Noorwegen, Zweden                                                                   | 18 april 2007 |

## Prestaties

### Singles
Alle singles van The Best Damn Thing bleven vastzitten in de tipparade terwijl de videoairplay hoog was.
De eerste single van het album was Girlfriend (behaalde de toppositie in de Amerikaanse Billboard Hot 100, en de tweede single was When You're Gone. Hot was de derde single en binnenkort komt The Best Damn Thing op single uit. Ook staat het nummer Keep Holding On, een single van de soundtrack van de film Eragon, op de cd.

### Albums
In het Verenigd Koninkrijk verkocht The Best Damn Thing binnen het uur 16.000 exemplaren en werd Lavigne's derde nummer 1-album in de UK Albums Chart. Bovendien behaalde het de platina status. Het bereikte de eerste plaats in de Taiwanese albums-hitlijst en werd binnen drie dagen goud vanaf het moment dat het album beschikbaar voor voorbestellingen was. Het werd platina toen het in de winkels lag. In Australië debuteerde het album op de ARIA Albums Chart op #2 en is daar dubbelplatina. Ondanks dat het de eerste positie miste, in tegenstelling tot haar eerdere twee albums, maar is op het moment vaker verkocht dan haar tweede album Under My Skin.
In Japan debuteerde The Best Damn Thing ook op 2. In de tweede week dat het album uit was trad Lavigne op voor de populaire Japanse televisiezender Music Station en bereikte daardoor alsnog de toppositie.
Het album debuteerde op nummer 1 in de Amerikaanse Billboard 200 met ongeveer 286.000 exemplaren verkocht. Dit was minder dan haar vorige album Under My Skin, waarvan er in de eerste week 381.000 exemplaren verkocht waren. Dit is Lavigne's tweede nummer 1-album in de Verenigde Staten, Under My Skin opvolgend. The Best Damn Thing bleef op nummer 1 in zijn tweede week in de hitlijsten, en verkocht toen ongeveer 122.000 exemplaren. In Canada debuteerde het album op nummer 1 met 68.000 exemplaren verkocht, iets meer dan Under My Skin. In zijn tweede week liepen de verkopen met 62% terug tot ongeveer 26.000 exemplaren.
In Spanje debuteerde The Best Damn Thing op nummer 9, een stuk lager dan Under My Skin, dat op nummer 1 debuteerde. Op het moment heeft het album wereldwijd 4 122 000 exemplaren verkocht.

### Andere Media
Het nummer Girlfriend maakt onderdeel uit van de games Burnout Dominator en Burnout Paradise's soundtracks.